# Elon Lindenstrauss
Elon Lindenstrauss (en hébreu : אילון לינדנשטראוס), né le 1er août 1970 à Jérusalem, est un mathématicien israélien. Il a reçu la médaille Fields en 2010 pour ses travaux en théorie ergodique et en théorie des nombres.

## Biographie
Lindenstrauss a fait ses études dans le cadre du programme Talpiot à l'université hébraïque de Jérusalem, où il a passé son Bachelor of Science en mathématiques et en physique en 1991, puis son Master of Science en mathématiques en 1995. En 1999, il a terminé sa thèse de Ph. D., intitulée « Entropy properties of dynamical systems », sous la direction de Benjamin Weiss. Il a été membre de l’Institute for Advanced Study à Princeton (New Jersey), puis professeur assistant à l'université Stanford. De 2003 à 2005, il a été Long Term Prize Fellow à l'Institut de mathématiques Clay. Depuis 2004, il est professeur à l'université de Princeton. En 2009, il a été nommé professeur à l'Institut de mathématiques de l'université hébraïque de Jérusalem.
E. Lindenstrauss est le fils d'un autre mathématicien renommé, Joram Lindenstrauss, dont le lemme de Johnson-Lindenstrauss porte, pour moitié, le nom.

## Travaux
Lindenstrauss travaille dans le domaine des systèmes dynamiques, en particulier en théorie ergodique et ses applications à la théorie des nombres ; en collaboration avec Anatole Katok et Manfred Einsiedler, il a fait progresser les recherches sur la conjecture de Littlewood.
Dans deux articles, dont l'un cosigné par Jean Bourgain, il a démontré la conjecture de Peter Sarnak d'unique ergodicité quantique arithmétique.
Avec Einsiedler, Michel et Venkatesh, il a étudié la distribution des orbites périodiques toriques de certains espaces arithmétiques, généralisant ainsi des théorèmes de Minkowski et Linnik.
Parmi ses coauteurs figurent Jean Bourgain, Manfred Einsiedler, Philippe Michel, Akshay Venkatesh, Barak Weiss et Shahar Mozes.

## Distinctions
En 1988, Lindenstrauss faisait partie des représentants d'Israël aux Olympiades internationales de mathématiques, et a remporté une médaille de bronze. Au cours de son service dans les forces armées israéliennes, il a reçu l’Israel Defense Prize (en). En 2001, il reçoit le prix Blumenthal. Il a été lauréat du prix Salem en 2003 avec Kannan Soundararajan, du prix de la Société européenne de mathématiques en 2004, du prix Michael Bruno en 2008, du prix Erdős et du prix Fermat en 2009.
En 2010, Elon Lindenstrauss a obtenu la médaille Fields, pour ses résultats sur la rigidité des mesures en théorie ergodique et leurs applications à la théorie des nombres.